# إبراهام أوكي هول
إبراهام أوكي هول (بالإنجليزية: A. Oakey Hall) (26 يوليو 1826 - 7 أكتوبر 1898) سياسي ومحامي وكاتب أمريكي شغل منصب عمدة نيويورك الجمهوري بين عامي 1869-1872 . كان إبراهام يعرف باسم "أوكي الأنيق"، وهو نموذج من الصفاء والاحترام، والمتنازع عليها المؤرخون .